# Carol Rovira
Carolina Rovira Melich, coneguda amb el nom artístic de Carol Rovira   (Camarles, 12 d'octubre de 1989), és una cantant i actriu de teatre, cinema i televisió catalana. Es va popularitzar gràcies al seu paper d'Amelia Ledesma a la sèrie diària d'Antena 3 Amar es para siempre i la seva seqüela Luimelia.

## Biografia

### Formació
El 1997 va iniciar els estudis de solfeig i clarinet al Conservatori de Música de Tortosa, on va romandre fins al 2006. Posteriorment, l'any 2007, va començar la seva diplomatura en Magisteri Musical a la Universitat de Barcelona. Paral·lelament als estudis universitaris, va començar a interessar-se pel teatre i va començar la seva formació amb Pau Bou al Teatre Kaddish (el Prat de Llobregat) i a l'escola de teatre musical Youkali (Gràcia, Barcelona). Al llarg de diversos anys va continuar formant-se per tot el món a través de diferents cursos d'interpretació, així com de classes de cant i dansa. Els seus últims estudis d'Art dramàtic van tenir lloc a l'Institut del Teatre, on es va formar des del 2011 fins al 2016.

### Trajectòria professional
Després de finalitzar tots els estudis, Carol va continuar molt lligada al teatre i a la música. Entre 2013 i 2014 va formar part de la versió catalana del musical anglès Goodbye Barcelona, la seva primera obra professional, dirigida per Fran Arráez i guanyadora del guardó a Millor musical als premis Teatre Musical 2014. Hi interpreta el paper de Pilar, una catalana la vida de la qual ha quedat devastada després que soldats nacionals assassinessin la seva família.
Als seus inicis, vam poder veure-la als teatres més alternatius i independents de Barcelona amb obres de creació com Strange Fruit, un monòleg dirigit per Begoña Moral i que plasmava la vida de Billie Holiday (interpretada per Carol Rovira) a través d'un llenguatge físic i musical. Va repetir dues vegades més amb la mateixa directora, seguint aquesta línia més experimental amb obres de creació com La fiesta del Hombre i No hi ha bosc a Sarajevo. També va viatjar fins a Singapur amb la companyia de teatre Els comediants i acompanyada pel seu clarinet, amb la peça Fantasia by Escribà, que van representar al famós Marina Bay Sands.
Entre el 2014 i el 2015 va participar com a actriu, compositora de cançons i clarinetista a l'obra Com Us Plagui, adaptació al català d'una de les comèdies de William Shakespeare. Dirigida per Dugald Bruce-Lockhart (de la companyia Propeller) i representada al Teatre Akademia (Barcelona).
Des del 2015 fins al 2016 va representar per diverses ciutats espanyoles l'obra Viatjant amb Marsillach, de Varela Producciones i la Companyia de Teatre de Blanca Marsillach, al costat dels actors Luis Mottola, Xabi Olza i Adela Estévez. Es tractava d'una obra composta per les escenes més divertides d'algunes obres diferents d'Adolfo Marsillachsituades a l'Espanya de la postguerra. El 2016 també va participar en With my Wholeheartmindbody, una lectura escènica a partir d'una selecció de manifestos feministes, dirigida per la directora catalana Carlota Subirós.
Durant el 2017 va formar part del repartiment de Boscos, una epopeia del director Oriol Broggi, i l'últim lliurament de la tetralogia de Wajdi Mouawad. És una odissea que fa un recorregut per tot el segle xx a partir de la història de set generacions de dones. El mateix any va treballar al Teatre Nacional de Catalunya a l'obra Els perseguits de paraules,una obra familiar escrita i dirigida per Marc Artigau. També va participar en altres projectes com al videoclip de la cançó «Found Your Love», d'Oliver Nelson o al curtmetratge Sirenas, de David Méndez, on interpreta el paper de Nora, una jove que s'enamora perdudament de Mía (Mónica Portillo). Aquest projecte compta amb un gran missatge darrere, tant és així que el curtmetratge acumulava més de sis milions de reproduccions a YouTube el 2019.

### Trajectòria televisiva
El seu camí com a actriu a la pantalla petita va començar l'any 2016, amb la sèrie de TV3 La Riera, on va interpretar el paper de Susi Quiroga a la vuitena i última temporada de la sèrie de ficció catalana, germana de l'actor Roger Casamajor. El 2018 va formar part del repartiment principal de la sèrie d'Antena 3 Presunto culpable, on va coincidir amb grans professionals com Susi Sanchez, Elvira Mínguez, Miguel Ángel Muñoz o Alejandra Onieva.
A finals d'any, es va incorporar a una altra ficció de la casa: la mítica sèrie diària Amar es para siempre. Des de la setena temporada dona vida a Amelia Ledesma, una vedette que fuig del rebuig del seu pare per intentar fer-se un lloc als escenaris de Madrid. És en aquest projecte on Carol comença a donar-se a conèixer gràcies a la trama amorosa amb Luisita (Paula Usero). Totes dues hauran de lluitar pel seu amor a l'Espanya del 1976, on l'homosexualitat encara era considerada delicte. Arran d'interpretar els seus respectius personatges, la seva relació, batejada pels fans sota el pseudònim Luimelia, s'ha convertit en tot un fenomen en xarxes socials i les dues actrius són considerades un referent per a col·lectiu LGBT, tant a Espanya com a molts altres països del món, i va aconseguir ser l'altaveu de moltes persones que encara no gosen expressar lliurement les seves preferències sexuals.
Gràcies al suport incondicional del públic, el 31 de març de 2019 va rebre al costat de Paula Usero, la seva parella a la ficció, el premi Andalesgai 2019 a la visibilitat, durant la quinzena edició del festival andalús celebrada a Sevilla.Poc temps després es va convertir en l'actriu més votada a través del web teveoylescuento.com a la categoria de Millor actriu espanyola amb un futur prometedor, amb 388.020 vots d'un total de 684.166 emesos, superant actrius molt consolidades com Macarena García o Alba Flores.
L'estiu de 2019 va ser convidada a participar en un tour per l'equitat a l'Argentina i Mèxic, una iniciativa de la revista Padrísimo Magazine per donar suport a la comunitat LGBT. Va coincidir amb personalitats com Malena Narvay o Carmen Salinas. Durant aquest temps, també va rodar a diferents localitzacions naturals de l'Argentina la seva primera pel·lícula: El camino real: la rosa del desierto, de la directora Carina Bogetti. El film estrenat el 2020 explica les aventures d'un professor d'història (Damián de Santo) i dos dels seus alumnes (Carol Rovira i Thiago Batistuta), que es veuran immersos en la recerca d'un tresor jesuïta.
A finals de 2019 es va fer oficial que els personatges de Luisita Gómez (Paula Usero) i Amelia Ledesma (Carol Rovira), de la sèrie Amar es para siempre, tindrien la seva pròpia sèrie a causa de la gran repercussió que ha obtingut aquesta parella fictícia. Les dues actrius protagonitzerien #Luimelia, un spin-off de sis capítols de deu minuts cadascun emesos a Atresplayer Premium, la plataforma de streaming d'Atresmedia. L'enregistrament de la sèrie va arrencar a finals de novembre i la primera emissió va tenir lloc el 14 de febrer de 2020, coincidint amb el Dia de Sant Valentí.
Recentment, Carol ha fitxat per la sèrie Señor, dame paciencia, adaptació televisiva de la pel·lícula homònima i per Madres. Amor y vida. També, el 2022 ha fet d'assessora d'interpretació al programa musical Eufòria de TV3. A la mateixa televisió, va presentar el concurs La gran vetllada l'estiu del 2022 i Eufòria Dance, el desembre del mateix any.

## Filmografia

### Televisió
| Any            | Sèrie                 | Personatge            | Cadena                  | Notes        |
| -------------- | --------------------- | --------------------- | ----------------------- | ------------ |
| 2016 - 2017    | La Riera              | Susi Quiroga          | TV3                     | 17 episodis  |
| 2018           | Presunto culpable     | Maite Otxoa Aguirre   | Antena 3                | 13 episodis  |
| 2018 - 2020    | Amar es para siempre  | Amèlia Ledesma        | Antena 3                | 415 episodis |
| 2020           | #Luimelia '77         | Amèlia Ledesma        | Atresplayer Premium     | 4 episodis   |
| 2020 - present | #Luimelia             | Amèlia Ledesma        | Atresplayer Premium     | 26 episodis  |
| 2022           | Señor, dame paciencia | Alicia Zaldívar Ramos | Antena 3                | 8 episodis   |
| 2022           | Madres. Amor y vida   | Noemí Corbalán        | Prime Video i Telecinco |              |

### Cinema
| Any  | Llargmetratge                        | Personatge | Director/a     |
| ---- | ------------------------------------ | ---------- | -------------- |
| 2013 | Elías                                | ¿?         | Clément Badin  |
| 2020 | El Camino Real: La rosa del desierto | Carmen     | Carina Bogetti |

### Curtmetratges
| Any  | Curtmetratge | Personatge | Director/a   |
| ---- | ------------ | ---------- | ------------ |
| 2018 | Sirenes      | Nora       | Lip Studio   |
| 2022 | Nubes        | Noe        | Edu Escudero |

### Teatre
| Any       | Obra                                    | Director/a                                                        | Teatre                                              |
| --------- | --------------------------------------- | ----------------------------------------------------------------- | --------------------------------------------------- |
| 2009      | Odio Hamlet                             | Jaume Mallofré                                                    | Teatreneu                                           |
| 2012      | Train to Hollywood                      | Agustí Estadella                                                  | Sant Andreu Teatre (SAT)                            |
| 2013      | El Fantasma de l'Òpera                  | Marc Chornet                                                      | La Lira Ampostina                                   |
| 2013      | Strange Fruit                           | Begonya Moral                                                     | Atic 22 (Teatre Tantarantana)                       |
| 2014      | La Fiesta del Hombre                    | Begonya Moral                                                     | Teatre Estudi                                       |
| 2014      | Inscripcions obscenes                   | Albert Roig                                                       | Palau Oliver de Boteller (Tortosa)                  |
| 2013-2014 | Goodbye Barcelona                       | Fran Arráez                                                       | Teatre del Raval                                    |
| 2014      | María Estuard                           | Frederic Roda                                                     | Factoria IT                                         |
| 2014      | La llavor del blat                      | Enric Arquimbau                                                   | Teatre de Balaguer                                  |
| 2014      | Fantasia by Escribà                     | Joan Font, Els Comediants                                         | Marina Bay (Singapur)                               |
| 2015      | El principi d'Eliot                     | Pere Sais                                                         | Factoria IT                                         |
| 2015-2016 | Cançons d'amors i guerres               | Agustí Humet                                                      | Gira Catalunya                                      |
| 2015      | Com us plagui                           | Dugald Bruce-Lockhart                                             | Teatre Akadèmia                                     |
| 2015-2016 | Viajando con Marsillach                 | Xavi Olza, Varela Produccions i la Companyia de Blanca Marsillach | Gira Espanya                                        |
| 2016      | La cavalcada sobre el llac de Constança | Joan Ollé                                                         | Teatre Estudi, Factoria IT                          |
| 2016      | Dins la cova                            | Pau Escribano                                                     | El Maldà                                            |
| 2015      | With my holeheartmindbody               | Carlota Subirós                                                   | Centre de Cultura Contemporània de Barcelona (CCCB) |
| 2016      | Els perseguidors de paraules            | Marc Artigau                                                      | Teatre Nacional de Catalunya                        |
| 2017      | Boscos                                  | Oriol Broggi                                                      | La Perla 29 (Biblioteca Nacional de Catalunya)      |